# 雪月抄
『雪月抄』（せつげつしょう）とは、『源氏物語』の注釈書である。

## 概要
『幻中類林』（『光源氏物語本事』）と並んで鎌倉時代の河内方によらない注釈書として『源氏物語』研究史上重要な存在である。注釈の対象としている本文は青表紙本でも河内本でもない別本であると見られる。弘安源氏論議の影響が認められるため、それ以後の鎌倉時代後期の『紫明抄』とほぼ同時期の成立であると考えられている。本書の全体像は不明であり、著者も不明である。「源氏第一の難儀」と呼ばれた揚名介について堀河天皇の時代に大江匡房が説を唱えていたとする伝承など独自の記述も多い。

## 本文
本書の写本自体は現存しておらず、わずかに他の注釈書に引用されたもののみから内容を推測することが出来る。本書は、『河海抄』や『花鳥余情』などといったこれ以降の注釈史の上で主流となる注釈書類には全く引用されていないものの、陽明文庫に唯一の写本が所蔵されている（及びこれを転写したと見られる京都大学図書館蔵本）室町時代の注釈書『長珊聞書』に約30ヶ所引用される逸文によってその存在が知られている。『長珊聞書』は現在では失われた幾つかの書物からの引用を残しており、本書もその一つである。『長珊聞書』に引用されているのは桐壺、帚木、空蝉、夕顔という『源氏物語』の冒頭の4帖に限られているため、『長珊聞書』が著された時にはこの4帖のみを内容とする1巻のみが残されていたのであろうとされている。なお、桐壺において現存する『仙源抄』にあるものと全く同じ一文を『雪月抄』からとして引いているが、堀部正二はこれは書名を誤ったものであろうとしているなどいくつか議論の残されている部分もある。その他に岷江入楚に「或抄」として書名を示さずに引かれている内容の一つが『長珊聞書』において「雪月抄」からとされているものと同文であるため岷江入楚等に書名を示さず引用されている可能性も指摘されている。